# Gervazije od Château-du-Loira
Gervazije od Château-du-Loira (francuski Gervais de Château-du-Loir; 1007. – 1067.) bio je francuski plemić, biskup Le Mansa i nadbiskup Reimsa. Roditelji su mu bili Aimon od Château-du-Loira i njegova supruga, Hildeburga od Bellêmea, kći Yvesa de Bellêmea. Gervazijev zaštitnik bio je njegov ujak, Avesgaud de Bellême, biskup Le Mansa.
Gervazije je snažno podupirao plemićku kuću Blois te je okrunio Filipa I. Francuskog godine 1059., kojem je bio i regent, zajedno s Balduinom V. Flandrijskim. Sahranjen je u katedrali u Reimsu.